# Llegibilitat
|  | No s'ha de confondre amb lecturabilitat. |

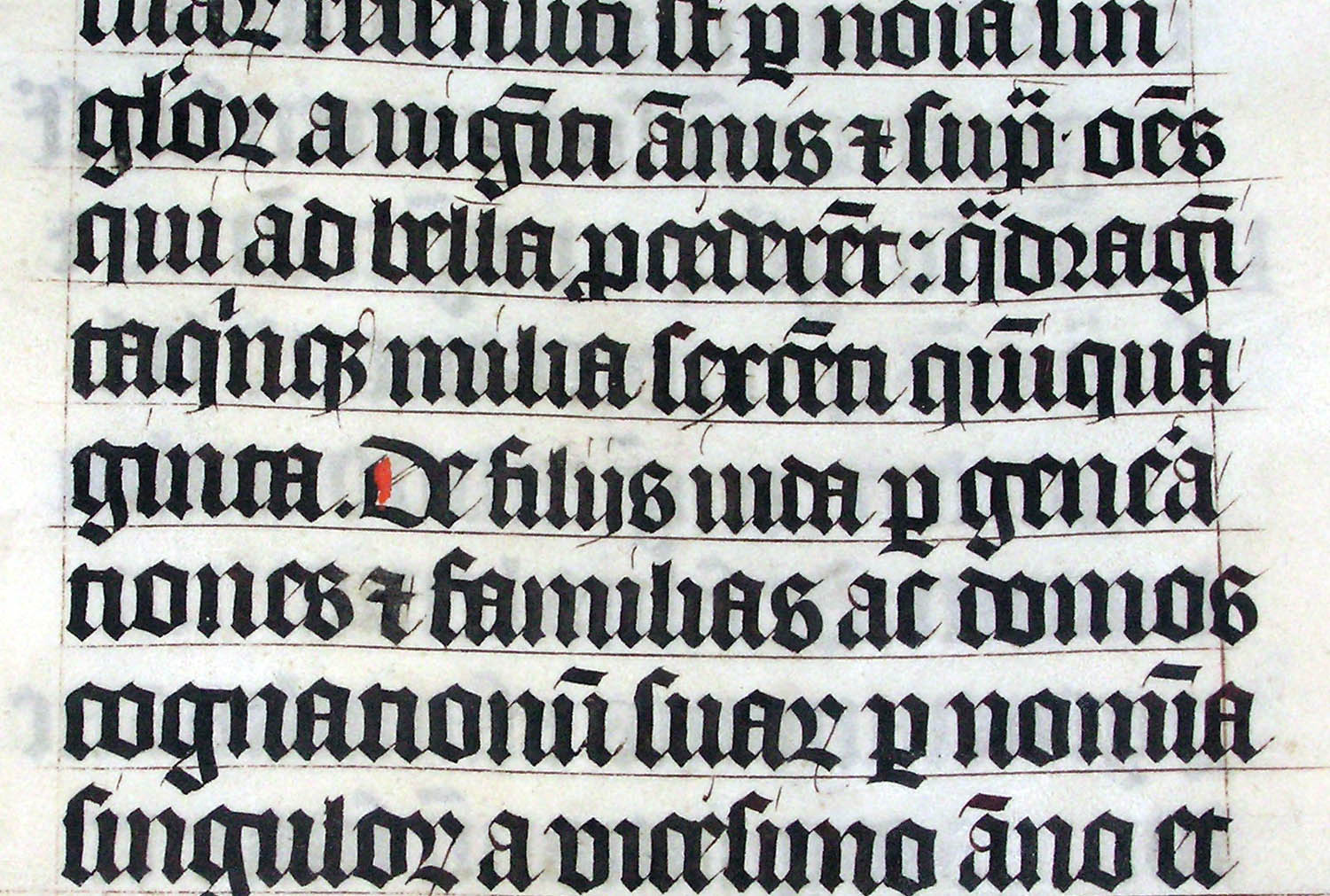
Bíblia llatina de 1407 dC, (Abadia de Malmesbury, Wiltshire), que a la majoria de la gent li costa llegir

La majoria de les persones troben aquest tipus de disseny modern més fàcil de llegir

La llegibilitat és la facilitat amb la qual un lector pot reconèixer caràcters individuals dins d'un text. "La llegibilitat d'un cert tipus de lletra està relacionada amb les característiques inherents al seu disseny ... que es relacionen amb la capacitat de distingir una lletra de l'altra". Entre els aspectes del disseny dels tipus de lletra que afecten la llegibilitat s'hi poden incloure: la "x-height", la forma dels caràcters, el contrast del traç, la mida dels seus contra-espais, si té gràcies o serifs o no i el seu gruix de traç.
La llegibilitat és diferent de la lecturabilitat, ja que la segona es defineix com: "la facilitat amb què un lector pot reconèixer paraules, frases i paràgrafs". De fet, tot i que la llegibilitat és un component molt important de la lecturabilitat, hi ha altres paràmetres tipogràfics que afecten aquesta última. Entre els més importants hi ha: l'elecció del tipus de lletra, la mida del punt, l'interlletratge o kerning (gestió de la interlletra), si és caixa alta o caixa baixa, l'espaiat, la longitud de la línia, l'interlineat i la justificació.